# Horodiște (Călărași)
Horodişte è un comune della Moldavia situato nel distretto di Călărași di 2.794 abitanti al censimento del 2004